# 措折罗玛镇
措折罗玛镇是中华人民共和国西藏自治区双湖县的一个镇，位于S301线（安狮公路）旁。
该镇在双湖区内是藏羚羊分布较少的一个乡镇，但也是藏羚羊分布的重要地区。有专门的妇女纺织专业合作经济组织解决当地妇女就业问题。镇上有公立小学一所、罗根藏布水泥桥一架。

## 行政区划
措折罗玛镇下辖以下地区：克那村、申亚扎地村、牛维改栋村、罗玛尼直村、增康村、佳陇村、空隆村和加吾村。